# Oscar Rufino Silva
Oscar Rufino Silva (1896-1973) fue un militar argentino que fue embajador en España. También fue secretario militar de la Presidencia de la Nación durante el gobierno de Juan Domingo Perón.

## Reseña
Fue un oficial de infantería que alcanzó el grado de general de división. Fue un conspirador del golpe de 1930 y después fue edecán de ejército de José Félix Uriburu en 1930. Entre sus destinos también fue director del Colegio Militar entre 1944 y 1946 y comandante de la 6.ª División de Ejército con asiento de paz en Neuquén.
En ese tiempo fue uno de los miembros del GOU (que protagonizó el golpe de 1943) y camarada y seguidor de Juan Domingo Perón, quien lo designó secretario militar en la Presidencia de la Nación en 1946 aunque esa secretaría duró poco tiempo. Después lo envió como embajador de la República en España. Así estuvo como embajador en ese país entre 1950 y 1952.